# Ong Boun
Ong Boun, Bunsan ou Xaiya Setthathirath III également connu sous le nom de Phrachao Siribounyasan (lao : ພຣະເຈົ້າສິຣິບຸນຍະສາຣ; thaï : พระเจ้าสิริบุญสาร; (mort en novembre 1781) fut le 3e roi du royaume de Vientiane de 1767 à 1781.

## Biographie
Ong Boun est le second des fils de  Sai Ong Hué ou Setthathirath II. Il est nommé gouverneur de  Xiangkhouang en 1735. En 1767, son frère ainé Ong Long meurt sans héritier. Avec l'appui de  Phra Vo, Ong Boun est couronné comme nouveau roi de Vientiane. 
À cette époque, Vientiane est un royaume vassal de la Birmanie. Le roi de de Birmanie considérait les royaumes  Lao comme la base de sa future expansion vers l'est. De ce fait, le roi Taksin du Siam décide d'envahir les royaumes  Lao. En 1778, une armée siamoise commandée par 
Somdej Chao Phya Mahakasatsuek le futur roi Rama Ier du Siam investit Vientiane. Après un siège de quatre mois, la capitale est occupée par le Siam. 
Ong Boun se réfugie dans la jungle pendant deux ans, puis il décide finalement de se soumettre aux Siamois. Depuis lors, Vientiane devient une dépendance des Siamois. Plusieurs des enfants du roi sont envoyés comme otages à  Thonburi, ses trois fils Nanthasen, Inthavong, Anouvong et sa fille Khamwaen. Khamwaen deviendra ensuite une concubine du roi Rama Ier
Malgré cela, Ong Boun se révolte contre l'autorité siamoise en  1780, il tue le gouverneur nommé  Phraya Supho. En novembre 1781, il est capturé par les Siamois et exécuté.

## Sources
- Paul Lévy, Histoire du Laos, Paris, Presses universitaires de France, coll. « Que-sais-je ? n°1549 », 1974, 127 p., p. 56.
- (en) W.A.R. Wood, A History of Siam, Chiengmai, 1924
- (en) David K. Wyatt, Thailand : A Short History, Yale University Press, 1984, 351 p. (ISBN 978-0-300-03582-7 et 0-300-03582-9); * Siamese/Thai history and culture–Part 4